# National Hockey Association
A National Hockey Association (NHA), oficialmente National Hockey Association of Canada Limited, foi um organização profissional de hóquei no gelo com as equipes de Ontário e Quebec, no Canadá. É a organização antecessora direta da atual National Hockey League (NHL).